# Zvětšenina (fotografie)

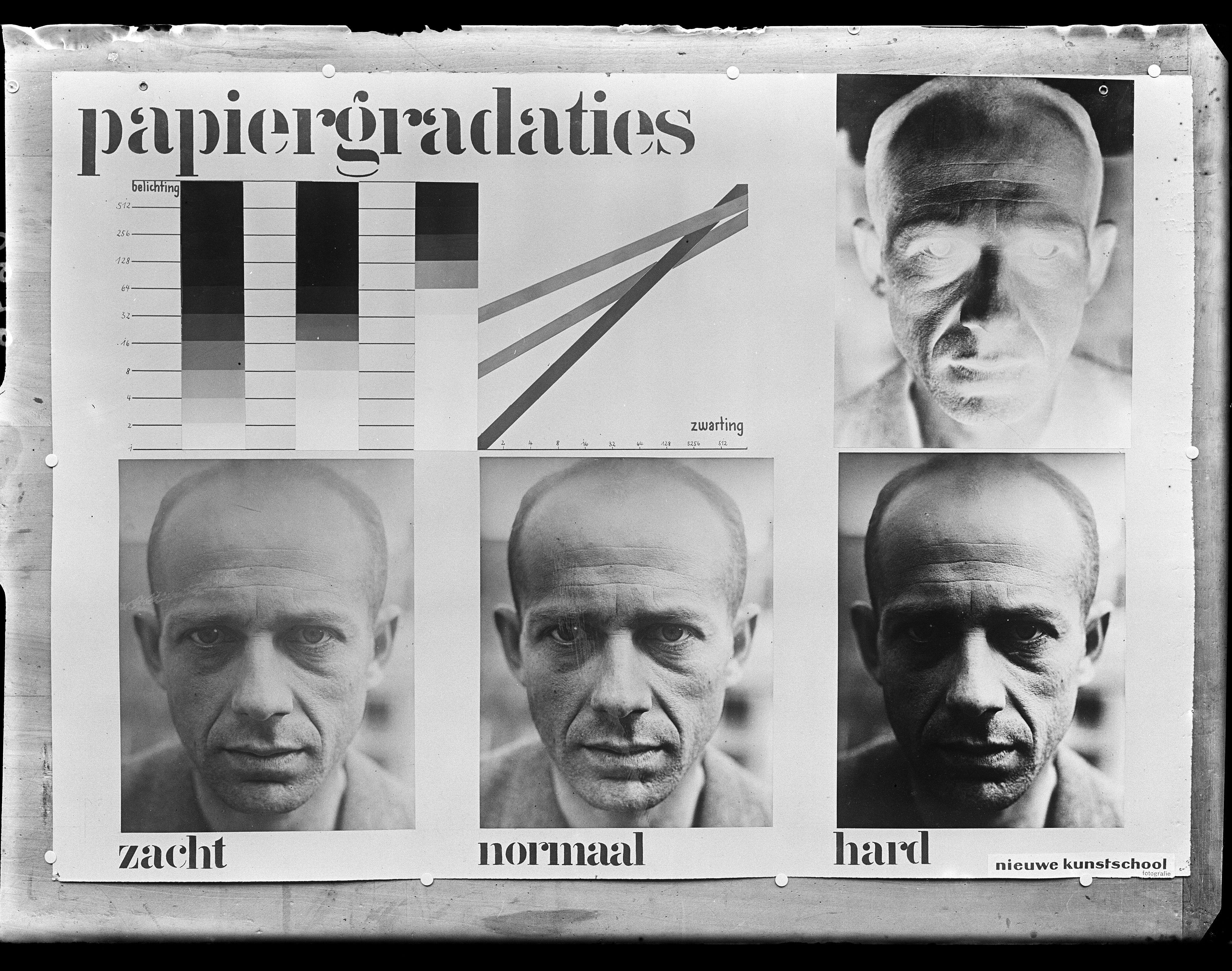
Paul Guermonprez: Zkoušky papíru různé gradace, měkký, normální, tvrdý kontrast

Zvětšenina je buď výsledek klasického fotografického procesu zvětšování – promítání obrazu negativu optickou soustavou (zvětšovacím přístrojem) na citlivý pozitivní materiál a jeho následného chemického zpracování, nebo vytisknutý snímek pořízený např. digitálním fotoaparátem.